# Sissi, el beso del emperador
Sissi, el beso del emperador, ("Sisi und der Kaiserkuß" en Aleman) es una película dirigida por Christoph Böll, estrenada el 19 de septiembre de 1991 en Alemania y Francia, protagonizada por Vanessa Wagner, Nils Tavernier, Sonja Kirchberger, Kristina Walter, Bernadette Lafont, Jean Poiret, Cleo Kretschmer y distribuye en formato doméstica por Paramount.

## Sinopsis
El emperador austríaco se enamora de Isabel. A pesar de que es un amor a primera vista, su relación no será fácil, pues a la madre de él, no le gusta la chica. El director alemán Christoph Böll, quien ya había dirigido el corto "The Sprinter", debutó en el mundo del largometraje con este telefilme que recupera el mito de la emperatriz Sissí, recordada por su gran belleza, su rebeldía y su espíritu avanzado para su época.